# David Curtis Munson
David Curtis Munson (Medina, 19 de mayo de 1884-17 de septiembre de 1953) fue un atleta y campeón olímpico de EE. UU..
Munson asistió a los Juegos Olímpicos de San Luis 1904, donde ganó la medalla de oro junto con sus compatriotas Paul Pilgrim, Arthur Newton, George Underwood y Howard Valentine, quien, en representación de los Estados Unidos ganó la carrera en equipos de cuatro millas.
En estos juegos, también participó en la m 1500 (4 º) y la carrera de obstáculos de 2500 m.